# Giuseppe Pasotto
Giuseppe Pasotto CSS (* 6. Juli 1954 in Bovolone) ist ein italienischer Ordensgeistlicher und Apostolischer Administrator von Kaukasien.

## Leben
Giuseppe Pasotto trat der Ordensgemeinschaft der Stigmatiner bei und empfing am 12. Mai 1979 die Priesterweihe.
Papst Johannes Paul II. ernannte ihn am 29. November 1996 zum Apostolischen Administrator von Kaukasien und am 9. November 1999 zum Titularbischof von Musti. Der Papst persönlich spendete ihm am 6. Januar des nächsten Jahres die Bischofsweihe; Mitkonsekratoren waren Giovanni Battista Re, Substitut des Staatssekretariates, und Marcello Zago OMI, Sekretär der Kongregation für die Evangelisierung der Völker. Als Wahlspruch wählte er Ut unum sint.